# Elsa Laula Renberg
Elsa Laula Renberg (Storseleby, 29 novembre 1877 – Brønnøy, 22 luglio 1931) è stata un'attivista svedese di etnia sami.

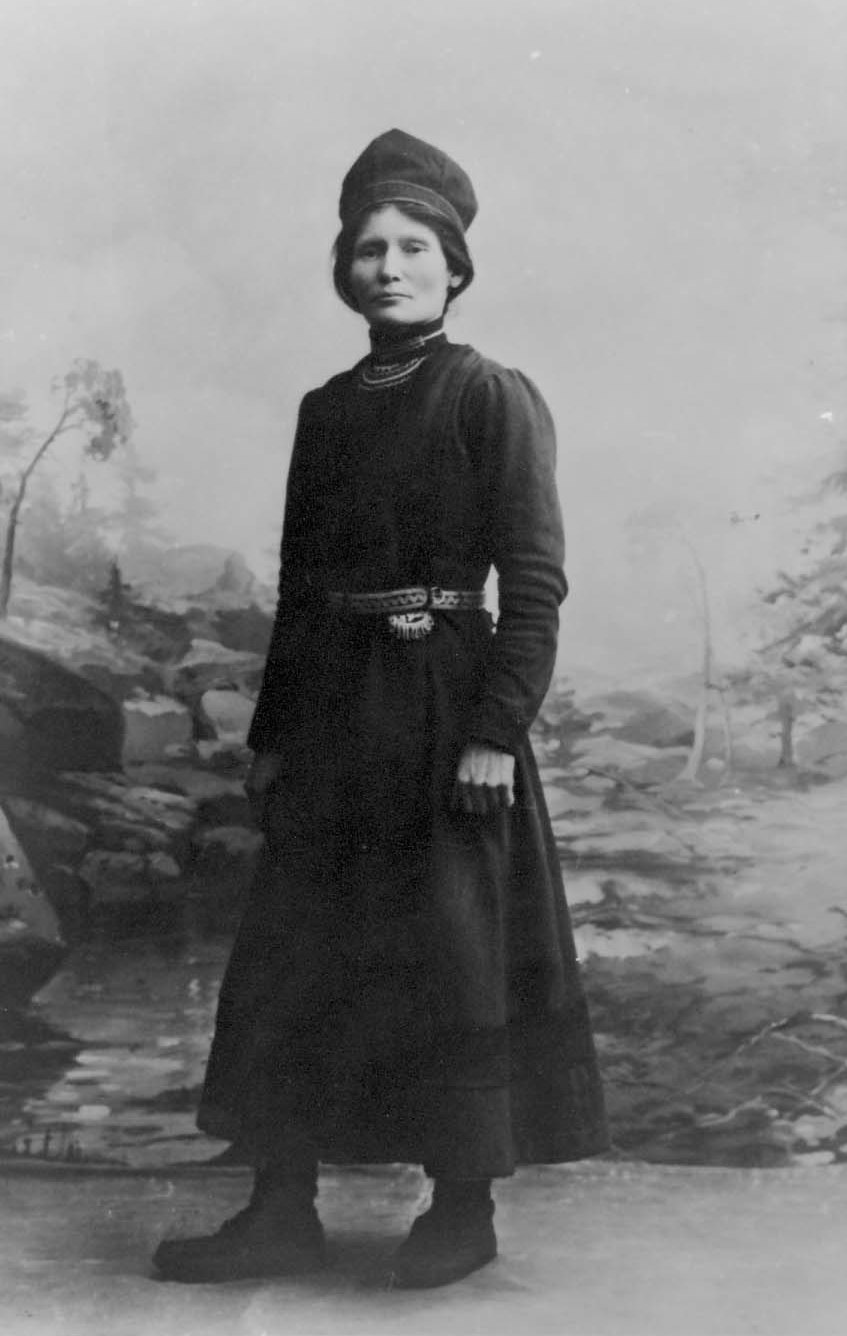
Elsa Laula Renberg

Fu attiva per i diritti civili e l'organizzazione politica della popolazione sami e perché anche le donne avessero un ruolo di rilievo nel processo.

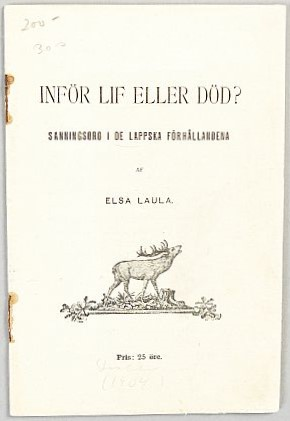
Lo scritto di denuncia Inför lif eller död? (Di fronte alla vita o alla morte?) fu pubblicato nell'agosto 1904.

Il padre di Elsa Laula, Lars Tomasson Laula (1846-1899), era un allevatore di renne di Ljusfjäll, nel Västerbotten, e la madre, Kristina Josefina Larsdotter (1847-1912), ero a sua volta cittadina svedese. Elsa Renberg crebbe a Såafoe, vicino a Matsdal, Dikanäs nel distretto di Vilhelmina nel sud della Lapponia. Il padre risulta nella maggior parte delle fonti abitante del distretto amministrativo di Gardfjälls.
Elsa Laula ricevette una formazione da ostetrica a Stoccolma, fra il 1904 e il 1905. Sposò nel 1908 Tomas Petersen Toven e i coniugi adottarono il cognome Renberg. Si stabilirono a sud di Mosjøen, in Norvegia.

## Vita e attività politica
Il padre e il fratello di Elsa Laula annegarono in circostanze sospette poco prima che una disputa territoriale con alcuni colonizzatori svedesi fosse portata in tribunale. L'incidente non fu mai indagato e la madre di Elsa Laula, Kristina, si recò con una delegazione sami al cospetto del re Oscar II, da cui riuscì ad ottenere una concessione regia che le diede il diritto sul terreno. La regina Sofia si adoperò affinché Elsa Laula ricevesse una borsa di studio per studiare a Stoccolma. Lì venne in contatto con le femministe e attiviste per il diritto al voto e divenne una militante agguerrita per i diritti dei sami.
Nel 1904, a 27 anni, fondò la prima associazione di sami conosciuta al mondo, il Lapska Centralförbundet (Associazione Centrale Lappone), di cui fu la prima presidente. Nello stesso anno pubblicò il suo scritto di denuncia Inför lif eller död? Sanningsord i de lapska förhållandena (Di fronte alla vita o alla morte? La verità sulla condizione sami). Il Lapska centralförbundet cessò l'attività per mancanza di fondi. Nel 1918 ebbe luogo a Östersund la prima assemblea nazionale sami in Svezia: in quell'occasione si rifondò l'Associazione Centrale.
Già l'anno precedente, Elsa Laula si era dimostrata una delle forze trainanti dietro la prima assemblea generale sami a Trondheim. Lo stesso era stato inaugurato martedì 6 febbraio 1917, data che fu poi scelta per il Giorno nazionale dei Sami, ancora in vigore. La festività venne stabilita alla Nordiska samekonferensen (Congresso nordico sami) di Helsingfors, tenutasi nel 1992.
Assieme al marito, Elsa Laula spinse per la fondazione, nel 1908, della Brurskanken samiske lag (Gruppo sami di Brurskanken), una delle prime associazioni di sami in Norvegia. In Svezia erano già state fondate nel 1904 le associazioni sami di Fatmomakke e di Tärnaby. 
Elsa Laula si impegnò perché le donne sami fossero attive nel lavoro di organizzazione politica dei sami e per questo fondò nel 1910 la Brurskankens samiske kvindeforening (Associazione delle donne sami di Brurskanken). Fu quest'associazione a prendere l'iniziativa per l'assemblea generale di Trondheim nel 1917. Venne costituito un gruppo di lavoro per organizzare l'assemblea. Elsa Laula era la presidente; del gruppo di lavoro fecero parte, tra le altre, Ellen Olsen Toven, Anna Renfjell ed Ellen Lie, la quale lavorava per il giornale Dagsposten di Trondheim.
Elsa Laula fu molto attiva nella battaglia per i diritti civili dei sami e denunciò il fatto, ingiusto, che i sami non avessero diritto ad abitare la Lapponia, laddove quel diritto era invece garantito a non-sami provenienti dal sud. Il suo spirito combattivo, come sami e come donna, non era ben visto dagli uomini della classe dirigente del tempo; così, dopo aver completato la sua formazione da ostetrica, Elsa Laula si trasferì in Norvegia. Lì diede alla luce sei bambini, di cui quattro sopravvissero all'infanzia. Accanto all'allevamento di renne proseguì la sua attività politica, finché non morì, a 53 anni, di tubercolosi. È sepolta al cimitero di Dolstads a Mosjøen.
Con la sua scomparsa, nel 1931, lo sforzo associativo dei sami fu interrotto, ma l'attività pionieristica di Elsa Laula fu significativa per lo sviluppo di associazioni locali e mise le basi per la creazione di organizzazioni governative e organi ad elezione popolare, fino ad arrivare al Sametinget (Parlamento Sami).